# Москва-Товарная-Смоленская
Москва-Товарная-Смоленская — узловая станция Белорусского направления Московской железной дороги в городе Москве. Входит в Московско-Смоленский центр организации работы железнодорожных станций ДЦС-3 Московской дирекции управления движением. По основному характеру работы является грузовой, по объёму работы отнесена к 1 классу.
Находится в Пресненском районе Центрального административного округа Москвы.
На данном участке Смоленского направления при движении от Москвы-Пасс.-Смоленской на запад, пути расходятся:
- прямой путь от тупиков вокзала через данную станцию с многочисленными парками.
- двухпутный перегон (I, II пути) Москва-Пасс.-Смоленская — Фили с платформой Беговая идёт севернее в объезд, минуя станцию, по нему следуют все пригородные поезда и поезда дальнего следования.
- в рамках организации скоростного движения Москва — Одинцово, в 2016—2017 годах через данную станцию прокладываются III и IV пути, которые идут до железнодорожной станции Фили и далее.
- Станция служебная, используется только для приёма грузовых поездов и так же для отстоя рядом с ним на соседних путях и некоторых пассажирских вагонов скорых поездов дальнего следования, так как рядом с данной станцией вплотную расположено электродепо имени Ильича. Приём пассажиров, а так же их посадка и высадка на данной станции не осуществляется.

## История
Открыта в 1910 году как Москва-Товарная-Александровская, в 1925 году получила имя Москва-Товарная-Белорусская, в 1929 году — современное имя.
Ранее на станции также была пассажирская платформа. С началом движения по линии с 20 сентября 1870 – Москва-II-Сортировочная (с 1933—1936 Москва-Пост, на карте 1936 года подписана Пост-Москва, пассажирская платформа разобрана в 1946—1951).. Ныне пассажирских устройств нет.
Согласно некоторым сообщениям РЖД, станция как грузовой двор подлежит закрытию среди других товарных станций Москвы.. Приказом Росжелдора от 22 сентября 2016 года станция закрыта для выполнения грузовых операций с крупнотоннажными контейнерами по параграфам 8, 10 Тарифного руководства №4.. После переговоров за основу был принят компромиссный вариант: грузовые дворы пока не закрываются, однако полностью переориентируются на обработку грузов, поступающих для нужд столицы.

## Инфраструктура
В станцию входят парки:
- приёмо-отправочный парк «С»
- приёмо-отправочный парк «К»
- грузовой парк «Г»
- приёмо-отправочный и для отстоя вагонов парк «Б»

В парке «Г» расположены две грузовые контейнерные площадки.
Парк «К» реконструируется, так как по его территории проходят новые III, IV пути.
К станции примыкают пути других организаций РЖД: ПЧ-17, ЭЧ-8, ПТО, ВП № 3045.

## Прилегающие перегоны и внутриузловые связи
- С реконструкцией: главные пути III, IV на Фили, идущие по двум путепроводам надо путями I, II, затем приближаясь к ним становясь севернее их.
- Соединительный путь с южной стороны к II пути, примыкая далее перед Тестовской уже в границах Филей (старый IV путь). До реконструкции был также второй соединительный путь на I путь, проходивший по южному из путепроводов выше, ныне отрезан (старый III путь).
- Соединительная ветвь № 24 на станцию Пресня Малого кольца МЖД на юг в сторону парка Кутузово: бывшая Брянская соединительная ветвь к Киевскому вокзалу. Проходила по северному путепроводу.
- Соед. ветвь № 27 на станцию Пресня Малого кольца МЖД на север. Примыкала к разобранной соединительной ветви, проходившей по южному путепроводу.  Севернее строится третий путепровод для данных ветвей.
- До реконструкции: двухпутное внутриузловое соединение с Москвой-Пасс.-Смоленской для движения маневровым порядком, по некоторым путям парков «С» и «К» (к смежным паркам Скаковому и Кутузово Москвы-Пасс.-Смоленской). С реконструкцией — как минимум добавляются III, IV пути.